# Guajardo
Guajardo är en ort i Mexiko.   Den ligger i kommunen Ramos Arizpe och delstaten Coahuila, i den centrala delen av landet, 700 km norr om huvudstaden Mexico City. Guajardo ligger 1 593 meter över havet och antalet invånare är 190.
Terrängen runt Guajardo är kuperad, och sluttar västerut. Runt Guajardo är det ganska tätbefolkat, med 111 invånare per kvadratkilometer. Närmaste större samhälle är Santa Teresa de los Muchachos, 18,6 km söder om Guajardo. Omgivningarna runt Guajardo är i huvudsak ett öppet busklandskap.